# Heinrich Stiewe
Heinrich Stiewe (* 27. Juli 1963 in Detmold) ist ein deutscher Volkskundler und Historiker.

## Leben
Heinrich Stiewe studierte nach dem Abitur in Detmold Volkskunde, Kunstgeschichte und Ur- und Frühgeschichte an der Universität Münster. Schon als Schüler hatte er begonnen, mit dem Fahrrad alte Fachwerkhäuser auf Höfen in seiner Umgebung zu erkunden, zu zeichnen und zu fotografieren, seit 1979 im Auftrag des Lippischen Landesmuseums in Detmold. 1989 erlitt er als Student einen Arbeitsunfall bei der Untersuchung eines historischen Gebäudes, seitdem ist er querschnittgelähmt und auf einen Rollstuhl angewiesen. 1993 wurde er an der Westfälischen Wilhelms-Universität Münster mit einer Arbeit über Hausbau und
Sozialstruktur der Kleinstadt Blomberg/Lippe zum Dr. phil. promoviert.
Seit 1993 arbeitet er am Westfälischen Freilichtmuseum Detmold - Landesmuseum für Volkskunde (heute: LWL-Freilichtmuseum Detmold - Westfälisches Landesmuseum für Alltagskultur), aktuell als wissenschaftlicher Referent im Referat Sammlungen. Heinrich Stiewe ist Mitglied im Vorstand des Arbeitskreises für Hausforschung e. V., in der Historischen Kommission für Westfalen und der Kommission Alltagskulturforschung für Westfalen. Außerdem ist er in den Fachstellen Geschichte sowie Baugestaltung und Denkmalpflege des Lippischen Heimatbundes tätig. Er ist Mitherausgeber der Reihe „Lippische Geschichtsquellen“ und Mitglied im Redaktionsteam der „Lippischen Mitteilungen aus Geschichte und Landeskunde“.
Forschungsschwerpunkte von Stiewe sind der ländliche und kleinstädtische Hausbau in Westfalen-Lippe und Nordwestdeutschland, der Fachwerkbau in Deutschland und Europa, Freilichtmuseumswesen und Denkmalpflege sowie die regionale Kultur- und Sozialgeschichte. Seit 1982 sind von ihm ca. 300 Veröffentlichungen erschienen.

## Auszeichnungen
- 1995 Kulturpreis (Förderpreis) des Landesverbandes Lippe[3]
- 1998 Karl-Zuhorn-Stipendium (LWL-Preis für westfälische Landeskunde, Landschaftsverband Westfalen-Lippe)[4]
- 2018 August-Kluckhohn-Preis (August-Kluckhohn-Stiftung, Lage/Lippe)[5]

## Veröffentlichungen (Auswahl)

### Monographien, Sammelbände
- Lippische Bauernhöfe des 16.-19. Jahrhunderts. Ein Beitrag zur ländlichen Hausforschung (Schriften des Lippischen Landesmuseums, Bd. I). Detmold 1985 (2. Aufl. 1997). (Digitalisat: LLB Detmold)
- Hausbau und Sozialstruktur einer niederdeutschen Kleinstadt. Blomberg zwischen 1450 und 1870, (Schriften des Westfälischen Freilichtmuseums Detmold, Bd. 13). Detmold 1996. (Digitalisat: LLB Detmold)
- (Hg.): Wellentrup. Geschichte eines Dorfes im Blomberger Becken. Petersberg 2002.
- (Hg., mit Stefan Baumeier): Die vergessenen Nachbarn. Juden auf dem Lande im östlichen Westfalen, (Schriften des Westfälischen Freilichtmuseums Detmold, 24). Bielefeld 2006. [E-Book (PDF), Download: https://www.regionalgeschichte.de/detailview?no=1374]
- Fachwerkhäuser in Deutschland. Konstruktion, Gestaltung und Nutzung vom Mittelalter bis heute. Darmstadt 2007 (2. Aufl. 2015).
- (Hg., mit Jan Carstensen): Orte der Erleichterung. Zur Geschichte von Abort und Wasserklosett, (Schriften des LWL-Freilichtmuseums Detmold, 38). Petersberg 2016.
- (mit Ulrich Meier): Blomberg (Historischer Atlas westfälischer Städte, 15). Münster 2022.
- (Hg., mit Maria Luisa Allemeyer): Freilichtführer. LWL-Freilichtmuseum Detmold - Westfälisches Landesmuseum für Alltagskultur. 3. überarb. Aufll. 2024

### Aufsätze, Buchbeiträge
- Ländliche Bauten und Siedlungsformen in Niedersachsen: Das Niederdeutsche Hallenhaus. In: Gerd Weiß (Bearb.): Bremen und Niedersachsen (Dehio-Handbuch der deutschen Kunstdenkmäler). Überarb. Neuauflage München 1992, S. 77–83 und 86–92.
- Zehntscheune oder Meierhaus? Neue Erkenntnisse und Datierungen zur Baugeschichte des Haupthauses auf dem “Lippischen Meierhof”. In: Beiträge zur Volkskunde und Hausforschung 7,Detmold 1995, S. 195–208.
- Die ältesten Bauernhäuser der Grafschaft Lippe. Neue Befunde zum ländlichen Hausbau des 16. Jahrhunderts. In: Ländlicher Hausbau in Norddeutschland und den Niederlanden (Berichte zur Haus- und Bauforschung 4). Marburg 1996, S. 293–328.
- Ländliche Zimmermeister des 18. und 19. Jahrhunderts in Lippe. In: Eckart Bergmann und Jochen Georg Güntzel (Hg.): Baumeister und Architekten in Lippe. Bielefeld 1997, S. 39–75.
- (Vier Artikel:) Lower Saxon (Niedersachsen); Lower Saxon: hall-house; Mecklenburg; Westfalian. In: Paul Oliver (Hg.): Encyclopedia of Vernacular Architecture of the World (EVAW). Cambridge: Cambridge University Press 1997, S. 1358–1361 und 1366–1367.
- Die Hillentruper Kirchenbauten und ihre Ausstattung. In: Annette Hennigs und Roland Linde (Hg.): Mitten im Dorf. Die Geschichte der Kirchengemeinde Hillentrup 1300 – 1900 – 2000. (Dörentrup-) Hillentrup 2000, S. 65–109.
- Pfarrhausbau in Lippe. In: Thomas Spohn (Hg.): Pfarrhäuser in Nordwestdeutschland (Beiträge zur Volkskultur in Nordwestdeutschland, 100). Münster 2000, S. 227–308.
- Ländlicher Hausbau und Leinenhandel. Zwei frühe Wohn- und Geschäftshäuser aus der Grafschaft Lippe und ihre Besitzer. In: Jan Carstensen und Joachim Kleinmanns (Hg.): Freilichtmuseum und Sachkultur. Festschrift für Stefan Baumeier zum 60. Geburtstag. Münster 2000, S. 61–81.
- Kleinkötter, Hoppenplöcker und Straßenkötter. Zum Hausbau der “kleinen Leute” in Lippe. In: Uta Halle, Frank Huismann, Roland Linde (Hgg.): Dörfliche Gesellschaft und ländliche Siedlung. Lippe und das Hochstift Paderborn in überregionaler Perspektive. Bielefeld 2001, S. 146–174.
- „Bauernburgen“. Spätmittelalterliche Steinspeicher in Lippe und Ostwestfalen. In: Lippische Mitteilungen aus Geschichte und Landeskunde 71, 2002, S. 169–222.
- Das Sommertheater am „Neuen Krug“ in der Detmolder Neustadt. Ein wiederentdecktes Kapitel Detmolder Theatergeschichte. In: Hermann Niebuhr, Andreas Ruppert (Hgg.):
- Schloss und Garten Schieder. Zur Entstehung einer gräflich-lippischen Sommerresidenz im frühen 18. Jahrhundert.In: Lippische Mitteilungen aus Geschichte und Landeskunde 72, 2003, S. 117–153.
- Dorf- und Straßenkrüge. Ländliche Wirtshäuser im Norden Deutschlands. In: Herbert May, Andrea Schilz (Hgg.): Gasthäuser. Geschichte und Kultur. Petersberg 2004, S. 85–102.
- „Alles ist Staub.“ Das Mausoleum aus dem Detmolder “Garten der Hofapotheke” im Westfälischen Freilichtmuseum Detmold. In: Kilian Kreilinger, Herbert May (Hgg.): Alles unter einem Dach. Häuser - Menschen – Dinge. Festschrift für Konrad Bedal zum 60. Geburtstag. Bad Windsheim 2004, S. 317–329.
- (mit Roland Linde und Nicolas Rügge): Adelsgüter und Domänen in Lippe. Anmerkungen und Fragen zu einem brach liegenden Forschungsfeld. In: Lippische Mitteilungen 73, 2004, S. 13–107.
- Die Zimmerei Obertopp in Reelkirchen. Ein ländlicher Bauhandwerksbetrieb zwischen dem späten 18. und dem frühen 20. Jahrhundert. In: Heinrich Stiewe (Red.): Auf den Spuren der Bauleute. Historische Bau- und Ausstattungsgewerke in Nordwestdeutschland. Marburg 2005, S. 191–226.
- Ländliches Bauen zwischen Spätmittelalter und früher Neuzeit. Ergebnisse und offene Fragen zum älteren Hausbau in Nordwestdeutschland. In: Zeitschrift für Agrargeschichte und Agrarsoziologie 54, 2006, Heft 1, S. 9–36.
- Gerhard Eitzens Beitrag zur Hausforschung. In: Horst W. Löbert (Hg.): Gerhard Eitzen – Bauernhausforschung in Deutschland. Gesammelte Aufsätze 1938–1980. Heidenau 2006, S. 27–50.
- Der letzte lippische Landeskonservator. Zum 50. Todestag von Karl Vollpracht (1876-1957). In: Denkmalpflege in Westfalen-Lippe 1, 2008, S. 4–11.
- Auf dem Bau. Zimmerleute, Steinmetze, Maurer und Co. In: Christine Sauer (Hg.): Handwerk im Mittelalter. Darmstadt 2012, S. 159–171.
- Niederdeutsche Hallenhäuser als Herrenhäuser. Adliges Wohnen auf dem Lande - Beispiele aus Nordwestdeutschland. In: Jan Klapste (Hg.): Hierarchien in ländlichen Siedlungen - Hierarchies in Rural Settlements (RURALIA XI). Turnhout, Belgien 2013, S. 139–162.
- Völkerstube und Mädchenkammer. Aufenthaltsräume und Schlafplätze des Gesindes im lippischen Bauernhaus. In: Christoph Heuter, Michael Schimek, Carsten Vorwig (Hgg.): Bauern-, Herren-, Fertighäuser – Hausforschung als Sozialgeschichte. Eine Freundesgabe für Thomas Spohn zum 65. Geburtstag. Münster 2014, S. 171–193.
- (unter Mitarbeit von Andreas König): Spätmittelalterlicher Hausbau. In: Michael Koch, Andreas König und Gerhard Streich (Hgg.): Höxter - Geschichte einer westfälischen Stadt, Band 2. Höxter und Corvey im Spätmittelalter. Paderborn 2015, S. 456–512.
- Ein romanischer Profanbau in Lemgo. Beobachtungen zum Haus Mittelstraße 56 und seinem ältesten Kernbau. In: Lippische Mitteilungen aus Geschichte und Landeskunde 85, 2016, S. 87–113.
- Zauberbohrungen, magische Zeichen und „Hexenbriefe“. Spuren von Alltagsmagie in Bauernhäusern aus Nordwestdeutschland. In: Christiane Bis-Worch, Claudia Theune (Hgg.): Religion, Cults and Rituals in the Medieval Rural Environment. Religiöse Plätze, Kulte und Rituale im mittelalterlichen ländlichen Umfeld (RURALIA XI). Leiden 2017, S. 357–371.
- „WEN GADT IS MIT VNS WOL KAN DAN WEDDER VNS SIN“ – Hausinschriften der Reformationszeit in Lippe. In: Julia Schafmeister (Hg.): Machtwort! Reformation in Lippe. (Kataloge des Lippischen Landesmuseums, 21). Detmold 2017, S. 101–118.
- Behelfsheime und Kleinwohnhäuser im „Dritten Reich“ und in der frühen Nachkriegszeit – Beispiele aus Westfalen-Lippe. In: Herbert May, Markus Rodenberg (Hgg.): Die Erste Hilfe. Notunterkünfte der Kriegs- und Nachkriegszeit 1943–1950. Bad Windsheim 2017, S. 159–178.
- Zieglerhäuser. Hausbau und Siedlung lippischer Wanderarbeiter im 19. und frühen 20. Jahrhundert. In: Bettina Joergens, Jan Lucassen (Hgg.): Saisonale Arbeitsmigration in der Geschichte. Die lippischen Ziegler und ihre Herkunftsgesellschaft. Essen 2017, S. 139–176.
- Festung, Krug und „Bierkathedrale“. Neuzeitliche Bautätigkeit an den Externsteinen. In: Larissa Eikermann, Stephanie Haupt, Roland Linde, Michael Zelle (Hgg.): Die Externsteine. Zwischen wissenschaftlicher Forschung und völkischer Deutung (Veröffentlichungen der Historischen Kommission für Westfalen, Neue Folge, 31). Münster 2018, S. 179–221.
- Verborgen im Hinterhof. Das Haus des jüdischen Händlers Schlom Itzig aus dem Jahre 1758 in Schötmar. In: Arnold Beuke, Stefan Wiesekopsieker (Hgg.): Der Geschichte eine Stimme geben. Franz Meyer zum Abschied aus Bad Salzuflen. Bielefeld 2018, S. 147–158.
- Hausbau und Wohnen in Stadt und Land. Ein Überblick vom Mittelalter bis zum 20. Jahrhundert. In: Heide Barmeyer, Detlev Hellfaier, Michael Zelle (Hgg.): Lippische Geschichte, Band 2. Petersberg 2019, S. 87–104 und 386–390 (Anmerkungen).
- Fachwerkbau des 17. Jahrhunderts in Westfalen-Lippe. In: Wiederaufbau nach Katastrophen und der Hausbau im 17. Jahrhundert (Jahrbuch für Hausforschung, 66). Petersberg 2022, S. 15–32.
- „In großen Hütten, die man Häuser nennt…“ – Das Niederdeutsche Hallenhaus ist Bauernhaus des Jahres 2023, Teil 1. In: Der Holznagel 1, 2023, S. 23–36; Teil 2: Der Holznagel 2, 2023, S. 14–27. (Download bei der IG Bauernhaus)